# Hipolipidemijski agens
Hipolipidemijski agensi (antihiperlipidemijski agensi) su raznovrsna grupa lekova koji se koriste u tretmanu hiperlipidemija. Oni su lekovi za snižavanje nivoa lipida.

## Klase hipolipidemijskih lekova
Postoji nekoliko klasa hipolipidemijskih lekova. Oni se razlikuju u pogledu njihovog impakta na profil holesterola i nuspojava. Na primer, neki od njih snižavaju „loš holesterol“ lipoprotein niske gustine (LDL) u većoj meri, dok drugi preferentno povišavaju nivo lipoproteina visoke gustine (HDL), „dobrog holesterola“. Klinički izbor agensa zavisi od pacijentovog holesterolnog profila, kardiovaskularnog rizika, i funkcije jetre i bubrega, koji se balansiraju sa rizicima i koristima upotrebe leka. 